# زرفين

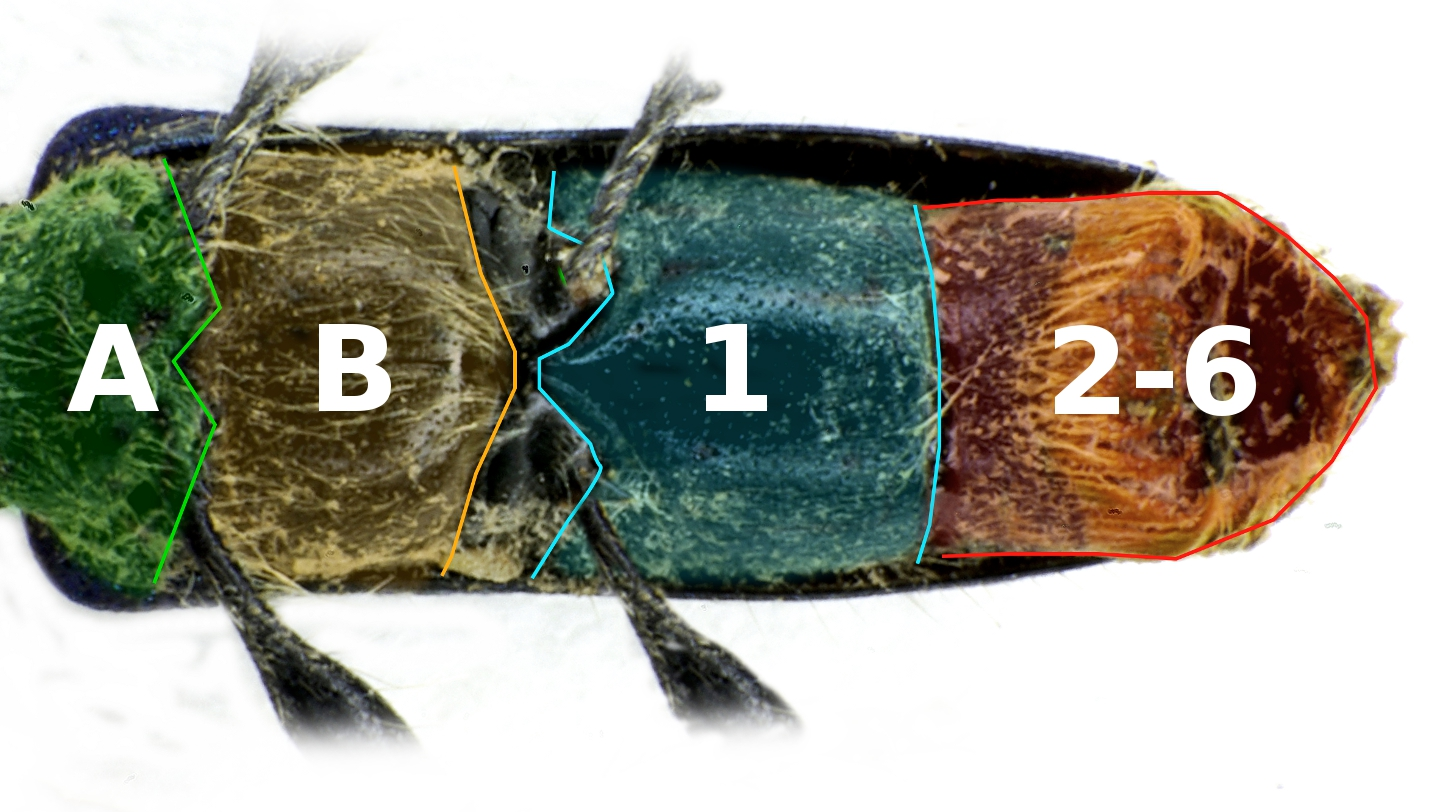
الإسترنة الصدرية والبطنية للخنفساء. A إسترنة وسطية، B إسترنة فوقية، 1 الإسترنة البطنية الأولى، 2-6 بقية الإسترنة

الزِّرْفين أو الإسْترْنَة أو القُوْبَة أو القَصّ أو عظم الصدر أو صُلَيْبِةٌ بطنية هو الجزء البطني من جزء من الصدر أو البطن لمفصليات الأرجل.
يكون الزرفين في الحشرات عادة مفردة صليبة كبيرة خارجية. ومع ذلك يمكن في بعض الأحيان تقسيمها إلى قسمين أو أكثر، وفي هذه الحالة تسمى الوحدات الفرعية قُوَيْبَات أو زُرفينة ويمكن أيضًا تعديلها على الأجزاء البطنية الطرفية لتشكل جزءًا من الأعضاء التناسلية الوظيفية، وتقل في هذه الحالة تكون في كثير من الأحيان من ناحية الحجم والتطور، وقد تصبح داخلية و / أو غشائية. للحصول على شرح مفصل للمصطلحات انظر المرجع